# Hellinsia bidens
Hellinsia bidens – gatunek motyla z rodziny piórolotkowatych.

## Taksonomia
Gatunek ten opisany został po raz pierwszy w 2016 roku przez Ceesa Gielisa na łamach „Boletín de la Sociedad Entomológica Aragonesa”. Jako lokalizację typową wskazano Novą Limię w brazylijskim stanie Minas Gerais.

## Morfologia
Motyl osiągający 15 mm rozpiętości skrzydeł. Głowę ma bladobrązową z kremowobiałymi łuskami między oczami, kremowobiałymi z bladobrązowym członem ostatnim głaszczkami wargowymi i jasnobrązowobiałymi, krótko orzęsionymi czułkami. Tegule są kremowoobiałe. Tułów jest kremowoobiałe z brązowym podbarwieniem rozdwojonych łusek kołnierza. Skrzydło przednie powcinane jest do 10/17 długości. Ubarwienie wierzchu ma kremowobiałe z brązowymi znakami, spodu jasnobrązowe, a strzępiny kremowobiałe z jasnobrązowym maźnięciem. Skrzydło tylne jest kremowobiałe z wierzchu, jasnobrązowe od spodu, kremowobiałe na strzępinach i opatrzone rdzawymi i czarniawymi łuskami na żyłkach. Na grzbiecie kremowobiałego odwłoka biegną bladobrązowe linie podłużne.
Samiec ma niesymetrycznie zbudowane walwy – lewa jest zaopatrzona w wyrostek sakularny wykształcony w formie dwóch kolców, z których brzuszny jest dwukrotnie dłuższy niż grzbietowy, prawa natomiast ma prętowaty wyrostek sakularny. Poza tym jego genitalia cechują się dwupłatowym tegumenem, cienkim i zakrzywionym unkusem długości połowy tegoż, przysadzistą jukstą z dwoma niesymetrycznymi ramionami anellusa, wstęgowatym winkulum oraz prawie prostym i zaostrzonym na szczycie edeagusem bez cierni.

## Ekologia i występowanie
Owad neotropikalny, endemiczny dla Brazylii, znany tylko z lokalizacji typowej. Odnaleziony w maju na rzędnych 850 m n.p.m.